# Saison 6 de The Voice : La Plus Belle Voix
La sixième saison de The Voice : La Plus Belle Voix, émission française de télé-crochet musical, a été diffusée du  18 février 2017 au  10 juin 2017  sur TF1. Elle est animée par Nikos Aliagas et Karine Ferri. 
Cette saison a été remportée par Lisandro Cuxi, coaché par M. Pokora.

## Coachs et candidats
Parmi les nouveautés de cette saison : une nouvelle règle fait son apparition ; si un talent ne fait pas retourner les coachs, les fauteuils de ceux-ci restent à leur place sans bouger, c'est-à-dire que le candidat ne peut pas échanger avec les coachs sur sa prestation ; et une autre qui permet aux coachs de remplacer un candidat volé par un autre candidat volé.
M. Pokora, Mika, Florent Pagny et Zazie sont les quatre coachs de l'émission. M. Pokora fait son arrivée dans l'émission en tant que remplaçant de Garou.

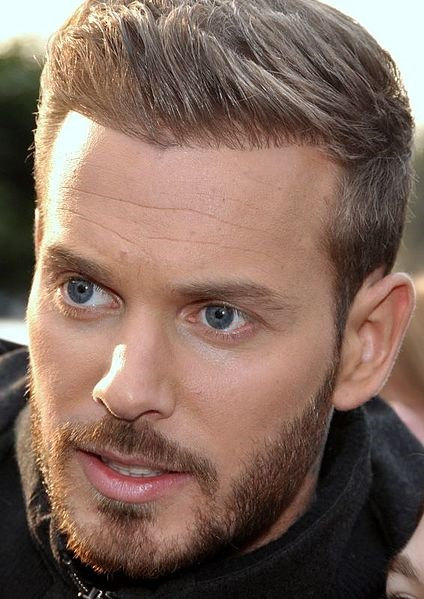
M. Pokora
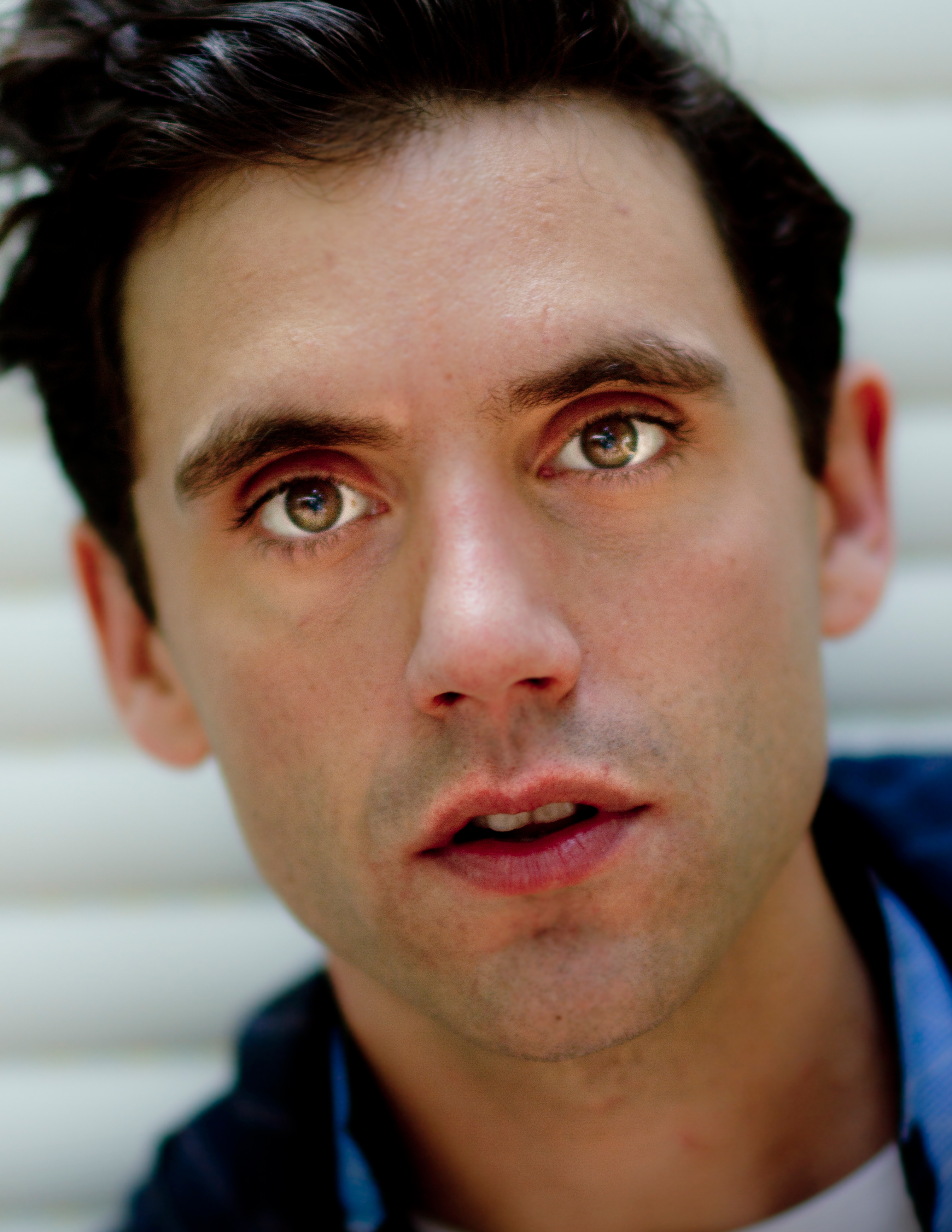
Mika
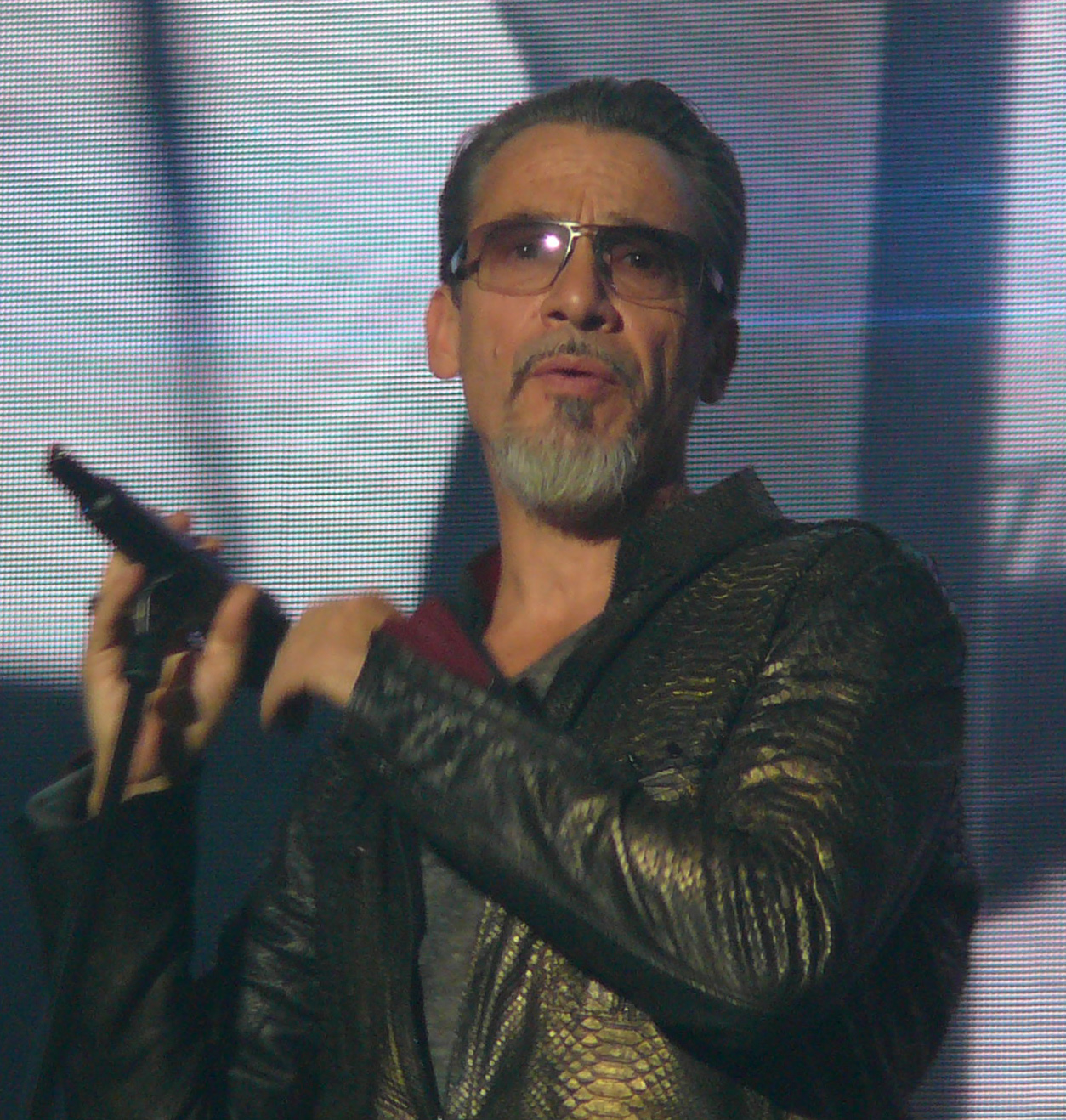
Florent Pagny
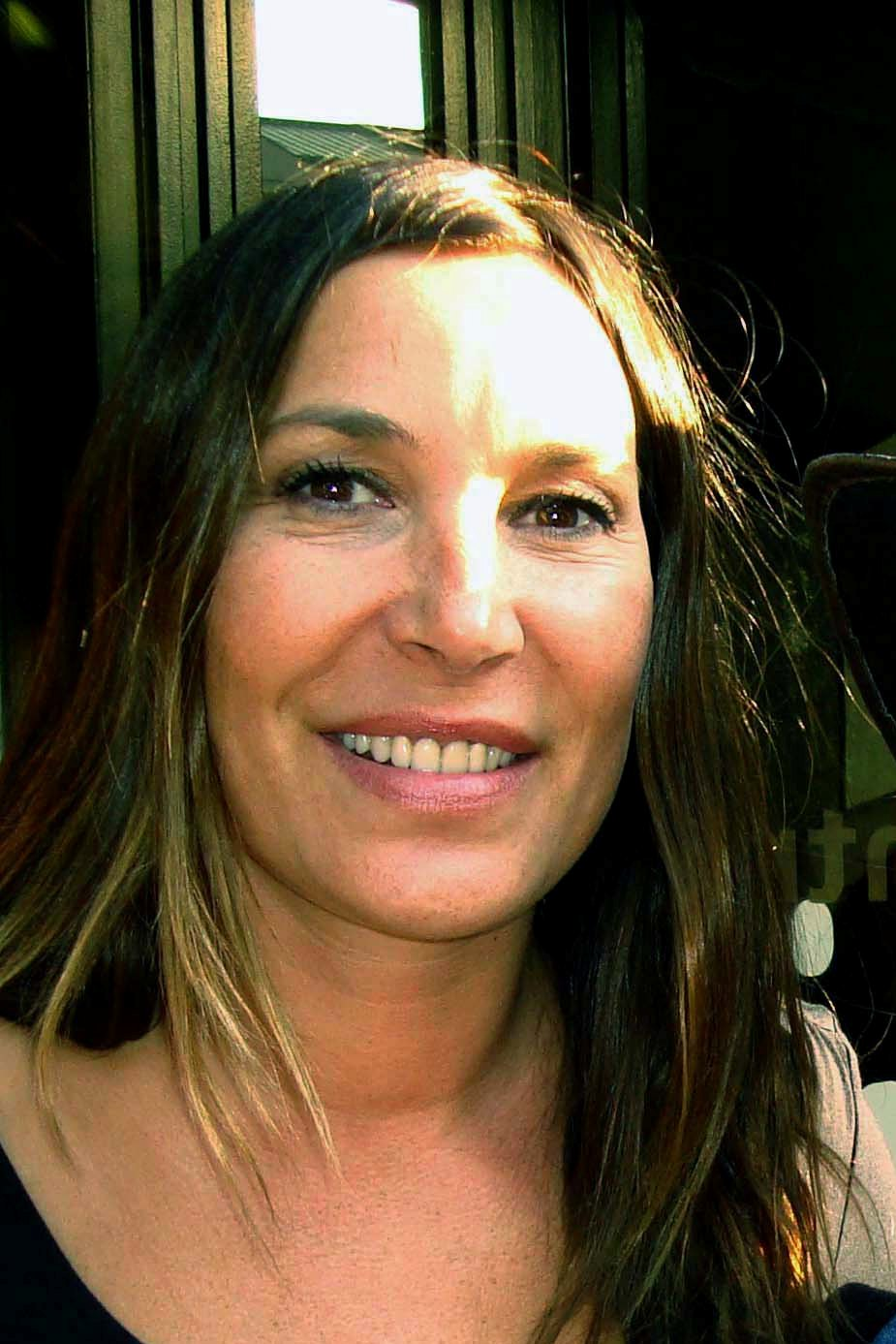
Zazie

- Vainqueur
- Deuxième
- Troisième
- Quatrième
- Volé(e) aux Épreuves Ultimes
- Volé(e) aux Battles

| Étapes                        | #  | Florent Pagny     | Mika              | Zazie            | M. Pokora           |
| ----------------------------- | -- | ----------------- | ----------------- | ---------------- | ------------------- |
| Finalistes                    | 1  | Lucie Vagenheim   | Vincent Vinel     | Nicola Cavallaro | Lisandro Cuxi       |
| Éliminés aux directs          | 2  | Shaby             | Audrey Joumas     | Matthieu Baronne | Ann-Shirley Ngoussa |
| Éliminés aux directs          | 3  | Hélène Siau       | Imane Mchangama   | Marvin Dupré     | Marius              |
| Éliminés aux directs          | 4  | Julia Paul        | The SugaZz        | Emmy Liyana      | Dilomé              |
| Éliminés aux Épreuves Ultimes | 5  | Marianne Aya Omac | Marvin Dupré      | Audrey Joumas    | Nyco Lilliu         |
| Éliminés aux Épreuves Ultimes | 6  | Nathalia          | Agathe Denoirjean | Hélène Siau      | Sacha Puzos         |
| Éliminés aux Épreuves Ultimes | 7  | Chloé             | Incantèsimu       | Marius           | Vincent Vella       |
| Éliminés aux Épreuves Ultimes | 8  | Gianni Bee        | Juliette          | Will Barber      | Karla               |
| Éliminés aux Épreuves Ultimes | 9  | R’nold            | Lou Mai           | Valentin Stuff   | Andréa Durand       |
| Éliminés aux Épreuves Ultimes | 10 | Kap’s             | Manoah            | Alexandre Sookia | Ry’m                |
| Éliminés aux Battles          | 11 | Valentin Stuff    | Claire Gautier    | Julia Paul       | Kuku                |
| Éliminés aux Battles          | 12 | Camille Esteban   | Sofia Landgren    | Manoah           | Fonetyk et Dama     |
| Éliminés aux Battles          | 13 | Romain Regnier    | Élise Mélinand    | Dilomé           | Aurelle             |
| Éliminés aux Battles          | 14 | Syrine            | Samuel M          | Léman            | Vincent Richardson  |
| Éliminés aux Battles          | 15 | Lidia Isac        | Léman             | Fabian           | Lily Berry          |
| Éliminés aux Battles          | 16 | Bulle             | Valentin Fabien   | Elsa Roses       | Lisa Mistretta      |
| Éliminés aux Battles          | 17 | Candice Parise    | JJ                | Colour of Rice   | Camille Esteban     |
| Éliminés aux Battles          | 18 | Damien Trautmann  | Guylaine          | Claire Gautier   | Ophée               |
| Éliminés aux Battles          | 19 |                   | Morgan Auger      | DeLaurentis      | Enzo Hulin          |
| Éliminés aux Battles          | 20 |                   | Jules Couturier   | Angelo Powers    |                     |

## Déroulement de la saison

### Auditions à l'aveugle
Le principe est, pour les quatre coachs, de choisir les meilleurs candidats présélectionnés par la production. Un casting sauvage a préalablement été organisé à la recherche de candidats venus de la comédie musicale plutôt que de la télévision. Lors des prestations de chaque candidat, chaque juré et futur coach est assis dans un fauteuil, dos à la scène et face au public, et écoute la voix du candidat sans le voir (d'où le terme « auditions à l'aveugle ») : lorsqu'il estime qu'il est en présence d'un candidat, le juré appuie sur un buzzer devant lui, qui fait alors se retourner son fauteuil face au candidat. Cela signifie que le juré, qui découvre enfin physiquement le candidat, est prêt à coacher le candidat et le veut dans son équipe. Si le juré est seul à s'être retourné, alors le candidat va par défaut dans son équipe. Par contre, si plusieurs jurés se retournent, c'est au candidat de choisir quel coach il veut rejoindre.
Les auditions à l'aveugle ont été tournées à partir de la mi-novembre 2016. Nouvelle règle : lorsque le candidat n'aura séduit aucun coach, il devra repartir sans aucune explication des 4 coachs. Cela permettra de gagner au moins une dizaine de talents. Les avis sur cette nouvelle règle sont plutôt partagés au sein du jury.
| Légende | ✔️Le coach a buzzé (« Je vous veux ») | Le candidat est dans l'équipe du coach qui l'a buzzé (s'il est le seul à avoir buzzé) | Le candidat rejoint l’équipe du coach (dans le cas où ils sont plusieurs à avoir buzzé) | Le candidat est éliminé |

#### Épisode 1
Le premier épisode a été diffusé le 18 février 2017 à 21 h 0.
Les coachs interprètent Sympathy for the Devil des Rolling Stones pour l'ouverture des auditions à l'aveugle.
| Ordre | Candidat          | Âge      | Localisation                | Chanson                                     | Choix des coachs et des candidats | Choix des coachs et des candidats | Choix des coachs et des candidats | Choix des coachs et des candidats |
| Ordre | Candidat          | Âge      | Localisation                | Chanson                                     | Florent                           | Mika                              | Zazie                             | Matt                              |
| ----- | ----------------- | -------- | --------------------------- | ------------------------------------------- | --------------------------------- | --------------------------------- | --------------------------------- | --------------------------------- |
| 1     | Marius            | 21       | Lille (Nord)                | All I Want - Kodaline                       | ✔️                                | ✔️                                | ✔️                                | ✔️                                |
| 2     | Loup              | 16       | Toulouse (Haute-Garonne)    | Uptown Funk - Mark Ronson feat. Bruno Mars  | —                                 | —                                 | —                                 | —                                 |
| 3     | Hélène Siau       | 16       | Narbonne (Aude)             | La nuit je mens - Alain Bashung             | ✔️                                | —                                 | ✔️                                | —                                 |
| 4     | Lisandro Cuxi     | 17       | Cannes (Alpes-Maritimes)    | Can't Stop the Feeling! - Justin Timberlake | ✔️                                | ✔️                                | ✔️                                | ✔️                                |
| 5     | Fanny Beaumont    | 28       | Paris                       | Dernière Danse - Indila                     | —                                 | —                                 | —                                 | —                                 |
| 6     | Vincent Vinel     | 20       | Paris                       | Lose Yourself - Eminem                      | ✔️                                | ✔️                                | —                                 | ✔️                                |
| 7     | Agathe Denoirjean | 20       | Limoges (Haute-Vienne)      | Je dis aime - M                             | ✔️                                | ✔️                                | ✔️                                | ✔️                                |
| 8     | Marcos Adam       | 32       | Paris                       | I Can't Stand the Rain - Tina Turner        | —                                 | —                                 | —                                 | —                                 |
| 9     | Will Barber       | 40       | Gruissan (Aude)             | Another Brick in the Wall - Pink Floyd      | ✔️                                | ✔️                                | ✔️                                | ✔️                                |
| 10    | Syrine            | 17       | Mandelieu (Alpes-Maritimes) | Comme toi - Jean-Jacques Goldman            | ✔️                                | —                                 | —                                 | —                                 |
| 11    | Patrizia Grillo   | 51       | Ajaccio (Corse-du-Sud)      | Qui me dira - Nicole Croisille              | —                                 | —                                 | —                                 | —                                 |
| 12    | Fonetyk et Dama   | 28 et 29 | Meaux (Seine-et-Marne)      | Cosmo - Soprano                             | —                                 | —                                 | —                                 | ✔️                                |
| 13    | Candice Parise    | 29       | Paris                       | Take Me to Church - Hozier                  | ✔️                                | ✔️                                | —                                 | ✔️                                |

#### Épisode 2
Le deuxième épisode a été diffusé le 25 février 2017 à 21 h 0.
| Ordre | Candidat                 | Âge | Localisation                    | Chanson                                                         | Choix des coachs et des candidats | Choix des coachs et des candidats | Choix des coachs et des candidats | Choix des coachs et des candidats |
| Ordre | Candidat                 | Âge | Localisation                    | Chanson                                                         | Florent                           | Mika                              | Zazie                             | Matt                              |
| ----- | ------------------------ | --- | ------------------------------- | --------------------------------------------------------------- | --------------------------------- | --------------------------------- | --------------------------------- | --------------------------------- |
| 1     | Kap's (Capucine)         | 30  | Montpellier (Hérault)           | It's Only Mystery - Arthur Simms                                | ✔️                                | ✔️                                | —                                 | ✔️                                |
| 2     | Liana                    | 19  | Lutry (Suisse)                  | Catch & Release - Matt Simons                                   | —                                 | —                                 | —                                 | —                                 |
| 3     | Julia Paul               | 23  | Nouméa (Nouvelle-Calédonie)     | Jacques a dit - Christophe Willem                               | —                                 | —                                 | ✔️                                | ✔️                                |
| 4     | Samuel M                 | 23  | Reims (Marne)                   | Clown - Soprano                                                 | ✔️                                | ✔️                                | —                                 | ✔️                                |
| 5     | Karla                    | 16  | Toulon (Var)                    | Without You - Mariah Carey                                      | ✔️                                | ✔️                                | ✔️                                | ✔️                                |
| 6     | Camille Esteban          | 19  | Les Montils (Loir-et-Cher)      | Dans le noir - Diam's                                           | ✔️                                | —                                 | —                                 | —                                 |
| 7     | Natan                    | 28  | Paris                           | What'd I Say - Ray Charles                                      | —                                 | —                                 | —                                 | —                                 |
| 8     | Emmy Liyana              | 21  | Argenteuil (Val-d'Oise)         | The Power of Love - Frankie Goes to Hollywood                   | ✔️                                | ✔️                                | ✔️                                | ✔️                                |
| 9     | Jay Spring               | 19  | Lille (Nord)                    | Parce que c'est toi - Axelle Red                                | —                                 | —                                 | —                                 | —                                 |
| 10    | Alexandre Balland        | 27  | Limoges (Haute-Vienne)          | 7 Years - Lukas Graham                                          | —                                 | —                                 | —                                 | —                                 |
| 11    | Ry'm (Ludovic Schmitt)   | 29  | Strasbourg (Bas-Rhin)           | Hit the Road Jack - Ray Charles                                 | ✔️                                | ✔️                                | ✔️                                | ✔️                                |
| 12    | Elise Mélinand           | 25  | Paris                           | You're the One That I Want - Olivia Newton-John & John Travolta | —                                 | ✔️                                | —                                 | —                                 |
| 13    | Yoann Guay               | 16  | Saint-Mathieu-de-Rioux (Canada) | J'entends siffler le train - Richard Anthony                    | —                                 | —                                 | —                                 | —                                 |
| 14    | Lily Berry (Lesly Grava) | 34  | Nice (Alpes-Maritimes)          | Hymn for the Weekend - Coldplay                                 | —                                 | —                                 | ✔️                                | ✔️                                |

#### Épisode 3
Le troisième épisode a été diffusé le 4 mars 2017 à 21 h 0.
| Ordre | Candidat                                                                  | Âge     | Localisation                 | Chanson                                        | Choix des coachs et des candidats | Choix des coachs et des candidats | Choix des coachs et des candidats | Choix des coachs et des candidats |
| Ordre | Candidat                                                                  | Âge     | Localisation                 | Chanson                                        | Florent                           | Mika                              | Zazie                             | Matt                              |
| ----- | ------------------------------------------------------------------------- | ------- | ---------------------------- | ---------------------------------------------- | --------------------------------- | --------------------------------- | --------------------------------- | --------------------------------- |
| 1     | Nathalia                                                                  | 27      | Paris                        | Y.M.C.A. - Village People                      | ✔️                                | ✔️                                | ✔️                                | ✔️                                |
| 2     | Alexandre Sookia                                                          | 26      | Penlarch (Finistère)         | One - U2                                       | ✔️                                | —                                 | ✔️                                | —                                 |
| 3     | Enrico Marcorina                                                          | 45      | Saint-Étienne (Loire)        | Prendre racine - Calogero                      | —                                 | —                                 | —                                 | —                                 |
| 4     | Incantèsimu (Joseph-Antoine Pastinelli, Florian Guidicelli & Yvan Hebert) | 22 à 26 | Bastia (Haute-Corse)         | Zombie - The Cranberries                       | ✔️                                | ✔️                                | —                                 | ✔️                                |
| 5     | Alex Ohen (Alexandra Cohen)                                               | 27      | Courbevoie (Hauts-de-Seine)  | Happy - Pharrell Williams                      | —                                 | —                                 | —                                 | —                                 |
| 6     | Sacha Puzos                                                               | 17      | Paris                        | Crazy in Love - Beyoncé                        | —                                 | —                                 | —                                 | ✔️                                |
| 7     | Imane Mchangama                                                           | 16      | Marseille (Bouches-du-Rhône) | Christine - Christine and the Queens           | ✔️                                | ✔️                                | ✔️                                | ✔️                                |
| 8     | Angelo Powers                                                             | 21      | Genève (Suisse)              | Let Me Love You - DJ Snake feat. Justin Bieber | —                                 | —                                 | —                                 | ✔️                                |
| 9     | Audrey Joumas                                                             | 32      | Poitiers (Vienne)            | Just Can't Get Enough - Depeche Mode           | ✔️                                | ✔️                                | ✔️                                | ✔️                                |
| 10    | Leticia Carvalho                                                          | 21      | Lausanne (Suisse)            | All of Me - John Legend                        | —                                 | —                                 | —                                 | —                                 |
| 11    | Matthieu Baronne                                                          | 24      | Le Tourne (Gironde)          | Dès que le vent soufflera - Renaud             | ✔️                                | ✔️                                | ✔️                                | ✔️                                |
| 12    | Bulle (Bertrand Kaleta)                                                   | 32      | Arras (Pas-de-Calais)        | Quand j'étais chanteur - Michel Delpech        | ✔️                                | —                                 | —                                 | —                                 |
| 13    | Ophée                                                                     | 33      | Paris                        | One Night Only - Jennifer Hudson               | —                                 | —                                 | —                                 | ✔️                                |

#### Épisode 4
Le quatrième épisode a été diffusé le 11 mars 2017 à 21 h 0.
| Ordre | Candidat                 | Âge   | Localisation                    | Chanson                                        | Choix des coachs et des candidats | Choix des coachs et des candidats | Choix des coachs et des candidats | Choix des coachs et des candidats |
| Ordre | Candidat                 | Âge   | Localisation                    | Chanson                                        | Florent                           | Mika                              | Zazie                             | Matt                              |
| ----- | ------------------------ | ----- | ------------------------------- | ---------------------------------------------- | --------------------------------- | --------------------------------- | --------------------------------- | --------------------------------- |
| 1     | Vincent Vella            | 28    | Marseille (Bouches-du-Rhône)    | Virtual Insanity - Jamiroquai                  | ✔️                                | ✔️                                | ✔️                                | ✔️                                |
| 2     | Tectum (Johanna & Dylan) | 19/19 | Suisse                          | Over My Shoulder - Mika                        | —                                 | —                                 | —                                 | —                                 |
| 3     | Léman                    | 23    | Lyon (Rhône)                    | Vivre ou survivre - Daniel Balavoine           | —                                 | —                                 | ✔️                                | —                                 |
| 4     | Manoah                   | 16    | Longueau (Somme)                | Man Down - Rihanna                             | —                                 | —                                 | ✔️                                | ✔️                                |
| 5     | Romain Regnier           | 28    | Puget-sur-Argens (Var)          | Il est où le bonheur - Christophe Maé          | ✔️                                | —                                 | —                                 | ✔️                                |
| 6     | Aurelle                  | 24    | Ivry-sur-Seine (Val-de-Marne)   | Dis-moi - BB Brunes                            | ✔️                                | —                                 | —                                 | ✔️                                |
| 7     | Marvin Dupré             | 25    | Paris                           | Let Me Love You - DJ Snake feat. Justin Bieber | ✔️                                | ✔️                                | ✔️                                | ✔️                                |
| 8     | Laurie                   | 30    | Noves (Bouches-du-Rhône)        | Andalouse - Kendji Girac                       | —                                 | —                                 | —                                 | —                                 |
| 9     | Morgan Auger             | 31    | Toulon (Var)                    | Natural Blues - Moby                           | —                                 | ✔️                                | —                                 | ✔️                                |
| 10    | Alexandra de Blasi       | 43    | Metz (Moselle)                  | Je te pardonne - Maître Gims feat. Sia         | —                                 | —                                 | —                                 | —                                 |
| 11    | Damien Trautmann         | 22    | Biarritz (Pyrénées-Atlantiques) | Many Rivers to Cross - Jimmy Cliff             | ✔️                                | ✔️                                | ✔️                                | ✔️                                |
| 12    | Quentin Nicodémi         | 22    | Marseille (Bouches-du-Rhône)    | Ne me quitte pas - Jacques Brel                | —                                 | —                                 | —                                 | —                                 |
| 13    | Colour of Rice           | 22    | Rahon (Doubs)                   | Fast Car - Tracy Chapman                       | ✔️                                | —                                 | ✔️                                | ✔️                                |

#### Épisode 5
Le cinquième épisode a été diffusé le 18 mars 2017 à 21 h 0.
| Ordre | Candidat                      | Âge | Localisation                       | Chanson                                       | Choix des coachs et des candidats | Choix des coachs et des candidats | Choix des coachs et des candidats | Choix des coachs et des candidats |
| Ordre | Candidat                      | Âge | Localisation                       | Chanson                                       | Florent                           | Mika                              | Zazie                             | Matt                              |
| ----- | ----------------------------- | --- | ---------------------------------- | --------------------------------------------- | --------------------------------- | --------------------------------- | --------------------------------- | --------------------------------- |
| 1     | JJ (Jérémie-Jordan Desforges) | 24  | Montluçon (Allier)                 | Baby I'm Yours - Breakbot                     | ✔️                                | ✔️                                | ✔️                                | ✔️                                |
| 2     | Marie Goudier                 | 19  | St-Raphaël (Var)                   | La Vie par procuration - Jean-Jacques Goldman | —                                 | —                                 | —                                 | —                                 |
| 3     | Ann-Shirley Ngoussa           | 22  | Lieusaint (Seine-et-Marne)         | Hometown Glory - Adele                        | ✔️                                | ✔️                                | ✔️                                | ✔️                                |
| 4     | Guylaine                      | 40  | Montpellier (Hérault)              | Vissi d'arte - Giacomo Puccini                | ✔️                                | ✔️                                | —                                 | —                                 |
| 5     | DeLaurentis (Cécile Léogé)    | 37  | Paris                              | Ring My Bell - Anita Ward                     | ✔️                                | —                                 | ✔️                                | ✔️                                |
| 6     | Jérome                        | 29  | Bresles (Oise)                     | Don't Be So Shy - Imany                       | —                                 | —                                 | —                                 | —                                 |
| 7     | Claire Gautier                | 17  | Six-Fours-les-Plages (Var)         | Nightcall - Kavinsky                          | —                                 | ✔️                                | ✔️                                | —                                 |
| 8     | Julie Menet                   | 18  | Paris                              | Who's Lovin' You - Jackson 5                  | —                                 | —                                 | —                                 | —                                 |
| 9     | Clément Albertini             | 22  | Bastia (Corse-du-Sud)              | Ça fait mal - Christophe Maé                  | —                                 | —                                 | —                                 | —                                 |
| 10    | Lucie Vagenheim               | 17  | Lille (Nord)                       | It's a Man's Man's Man's World - James Brown  | ✔️                                | ✔️                                | ✔️                                | ✔️                                |
| 11    | Vincent Richardson            | 23  | Paris                              | All I Ask - Adele                             | —                                 | —                                 | —                                 | ✔️                                |
| 12    | Juliette                      | 18  | Aix-en-Provence (Bouches-du-Rhône) | Ces idées-là - Louis Bertignac                | ✔️                                | ✔️                                | —                                 | ✔️                                |
| 13    | Adee Pi                       | 23  | Sarreguemines (Moselle)            | Summertime - Ella Fitzgerald                  | —                                 | —                                 | —                                 | —                                 |
| 14    | Lidia Isac                    | 23  | Chișinău (Moldavie)                | Ordinaire - Robert Charlebois                 | ✔️                                | —                                 | —                                 | —                                 |

#### Épisode 6
Le sixième épisode a été diffusé le 1er avril 2017 à 21 h 0.
| Ordre | Candidat                            | Âge     | Localisation                        | Chanson                                              | Choix des coachs et des candidats | Choix des coachs et des candidats | Choix des coachs et des candidats | Choix des coachs et des candidats |
| Ordre | Candidat                            | Âge     | Localisation                        | Chanson                                              | Florent                           | Mika                              | Zazie                             | Matt                              |
| ----- | ----------------------------------- | ------- | ----------------------------------- | ---------------------------------------------------- | --------------------------------- | --------------------------------- | --------------------------------- | --------------------------------- |
| 1     | Elsa Roses                          | 19      | Cocheren (Moselle)                  | Somewhere Only We Know - Keane                       | ✔️                                | ✔️                                | ✔️                                | —                                 |
| 2     | R'nold (Arnold Aglaé)               | 26      | Fort-de-France (Martinique)         | Writing's on the Wall - Sam Smith                    | ✔️                                | ✔️                                | ✔️                                | ✔️                                |
| 3     | Andréa Durand                       | 27      | Paris                               | Désenchantée - Mylène Farmer                         | ✔️                                | —                                 | —                                 | ✔️                                |
| 4     | Nicola Cavallaro                    | 25      | Sicile (Italie)                     | Fallin' - Alicia Keys                                | ✔️                                | ✔️                                | ✔️                                | ✔️                                |
| 5     | Kelly                               | 22      | Genève (Suisse)                     | Paname - Slimane                                     | —                                 | —                                 | —                                 | —                                 |
| 6     | Marianne Aya Omac                   | 44      | Montpellier (Hérault)               | La Llorona - Chant traditionnel mexicain             | ✔️                                | ✔️                                | ✔️                                | —                                 |
| 7     | The Sugazz (Betty, Elèni & Natacha) | 27 à 28 | Lausanne (Suisse)                   | American Boy - Estelle                               | —                                 | ✔️                                | ✔️                                | —                                 |
| 8     | Gianni Bee (Gianni Berardi)         | 17      | République dominicaine              | Wicked Game - Chris Isaak                            | ✔️                                | —                                 | —                                 | —                                 |
| 9     | Lou Mai                             | 17      | Vernon (Eure)                       | Bohemian Rhapsody - Queen                            | ✔️                                | ✔️                                | ✔️                                | ✔️                                |
| 10    | Nyco Lilliu (Nicolas Lilliu)        | 29      | Paris                               | What Goes Around... Comes Around - Justin Timberlake | —                                 | —                                 | —                                 | ✔️                                |
| 11    | Kuku                                | 41      | Saint-Ouen (Seine-Saint-Denis)      | Redemption Song - Bob Marley                         | ✔️                                | —                                 | —                                 | ✔️                                |
| 12    | Clarisse Mây                        | 25      | Paris                               | Summertime Sadness - Lana Del Rey                    | —                                 | —                                 | —                                 | —                                 |
| 13    | Dilomé (Alex Blanchet)              | 22      | Villiers-sur-Morin (Seine-et-Marne) | Madame rêve - Alain Bashung                          | —                                 | ✔️                                | ✔️                                | ✔️                                |

#### Épisode 7
Le septième épisode a été diffusé le 8 avril 2017 à 21 h 0.
| Ordre | Candidat        | Âge | Localisation                | Chanson                                                   | Choix des coachs et des candidats | Choix des coachs et des candidats | Choix des coachs et des candidats | Choix des coachs et des candidats |
| Ordre | Candidat        | Âge | Localisation                | Chanson                                                   | Florent                           | Mika                              | Zazie                             | Matt                              |
| ----- | --------------- | --- | --------------------------- | --------------------------------------------------------- | --------------------------------- | --------------------------------- | --------------------------------- | --------------------------------- |
| 1     | Estelle         | 23  | Dirinon (Finistère)         | The House of the Rising Sun - The Animals                 | —                                 | —                                 | —                                 | —                                 |
| 2     | Shaby           | 20  | Essonne                     | (You Make Me Feel Like) A Natural Woman - Aretha Franklin | ✔️                                | ✔️                                | ✔️                                | ✔️                                |
| 3     | Chloé           | 19  | Panazol (Haute-Vienne)      | Skinny Love - Bon Iver                                    | ✔️                                | ✔️                                | —                                 | —                                 |
| 4     | Enzo Hulin      | 17  | Le Mans (Sarthe)            | One Day / Reckoning Song - Asaf Avidan                    | —                                 | —                                 | —                                 | ✔️                                |
| 5     | Kelly Gautier   | 17  | Saint-Saturnin (Sarthe)     | Raggamuffin - Selah Sue                                   | —                                 | —                                 | —                                 | —                                 |
| 6     | Valentin Fabien | 19  | Augny (Moselle)             | Your Song - Elton John                                    | —                                 | ✔️                                | ✔️                                | —                                 |
| 7     | Juliette Moisan | 20  | Saint-Amand-les-Eaux (Nord) | Marcia Baïla - Les Rita Mitsouko                          | —                                 | —                                 | —                                 | —                                 |
| 8     | Sofia Landgren  | 32  | Seignosse (Landes)          | Forever Young - Alphaville                                | ✔️                                | ✔️                                | —                                 | ✔️                                |
| 9     | Jules Couturier | 29  | Paris                       | Digital Love - Daft Punk                                  | —                                 | —                                 | ✔️                                | —                                 |
| 10    | Valentin Stuff  | 24  | Paris                       | Pull marine - Isabelle Adjani                             | ✔️                                | —                                 | —                                 | —                                 |
| 11    | Adrien Fruit    | 26  | Paris                       | Châtelet les Halles - Florent Pagny                       | —                                 | —                                 | —                                 | —                                 |
| 12    | Fabian          | 19  | Guignes (Seine-et-Marne)    | Quand c'est ? - Stromae                                   | —                                 | —                                 | ✔️                                | —                                 |
| 13    | Lisa Mistretta  | 17  | Gaubiving (Moselle)         | Mamma Knows Best - Jessie J                               | ✔️                                | —                                 | —                                 | ✔️                                |

#### Bilan des auditions à l'aveugle
| Florent Pagny     | Mika              | Zazie            | M. Pokora           |
| ----------------- | ----------------- | ---------------- | ------------------- |
| Syrine            | Vincent Vinel     | Marius           | Lisandro Cuxi       |
| Candice Parise    | Agathe Denoirjean | Hélène Siau      | Fonetyk et Dama     |
| Kap's             | Samuel M          | Will Barber      | Karla               |
| Camille Esteban   | Elise Mélinand    | Julia Paul       | Ry'm                |
| Nathalia          | Incantèsimu       | Emmy Liyana      | Lily Berry          |
| Bulle             | Imane Mchangama   | Alexandre Sookia | Sacha Puzos         |
| Romain Regnier    | Marvin Dupré      | Audrey Joumas    | Angelo Power        |
| Damien Trautmann  | Morgan Auger      | Matthieu Baronne | Ophée               |
| Lucie Vagenheim   | JJ                | Léman            | Vincent Vella       |
| Lidia Isac        | Guylaine          | Manoah           | Aurelle             |
| R'nold            | Claire Gautier    | Colour of Rice   | Ann-Shirley Ngoussa |
| Marianne Aya Omac | Juliette          | DeLaurentis      | Vincent Richardson  |
| Gianni Bee        | The Sugazz        | Elsa Roses       | Andréa Durand       |
| Shaby             | Lou Mai           | Nicola Cavallaro | Nyco Lilliu         |
| Chloé             | Valentin Fabien   | Dilomé           | Kuku                |
| Valentin Stuff    | Sofia Landgren    | Jules Couturier  | Enzo Hulin          |
|                   |                   | Fabian           | Lisa Mistretta      |

### Battles
Dans chaque équipe, le coach doit former 8 battles de 2 talents (dont une de 3 talents s'il possède 17 candidats). À la suite de la prestation des candidats, le coach ne doit en sauver qu'un. L'autre est éliminé sauf si un autre coach décide de le voler et de l'intégrer dans son équipe. Pour cela, à la fin des résultats, le coach intéressé par le talent buzze (Je vous veux). S'il est le seul, le candidat rejoint cette équipe. Si plusieurs coachs buzzent, c'est au talent de choisir quelle équipe il veut intégrer. C'est là qu'intervient la nouveauté de cette saison 6 : le vol de talents permanent. Le candidat volé va s'installer dans un des 4 fauteuils en coulisses correspondant à son nouveau coach. Sa place n'est pas définitive car le coach peut décider de voler un autre candidat s'il le considère meilleur. Un talent volé n'est donc pas sûr d'accéder à l’Épreuve ultime.
Légende : En italique et gras, le candidat volé accédant définitivement aux Épreuves Ultimes (seulement italique s'il est provisoirement volé).
En italique et rayé, le candidat volé sera remplacé par un autre candidat volé, et donc éliminé à l'issue des Battles.

#### Épisode 8
Le huitième épisode a été diffusé le 15 avril 2017 à 21 h 0.
Les coachs ouvrent l'épisode sur Un, deux, trois de Fredericks Goldman Jones.
| Ordre | Équipe  | Gagnant(s)          | Chanson                                                      | Perdant(s)       | Coach ayant repêché le candidat éliminé |
| ----- | ------- | ------------------- | ------------------------------------------------------------ | ---------------- | --------------------------------------- |
| 1     | Matt    | Lisandro Cuxi       | Runnin' (Lose It All) - Beyoncé, Naughty Boy, Arrow Benjamin | Angelo Powers    | —                                       |
| 2     | Zazie   | Nicola Cavallaro    | Too Close - Alex Clare                                       | Jules Couturier  | —                                       |
| 3     | Florent | Shaby               | Cheap Thrills - Sia                                          | Camille Esteban  | Matt                                    |
| 4     | Mika    | Incantèsimu         | Streets of Philadelphia - Bruce Springsteen                  | Morgan Auger     | —                                       |
| 5     | Matt    | Sacha Puzos         | Alter Ego - Jean-Louis Aubert                                | Enzo Hulin       | —                                       |
| 6     | Zazie   | Marius              | Sunday Bloody Sunday - U2                                    | Léman            | Mika                                    |
| 7     | Mika    | Vincent Vinel       | Love Me, Please Love Me - Michel Polnareff                   | Guylaine         | —                                       |
| 8     | Matt    | Ann-Shirley Ngoussa | Juste après - Fredericks Goldman Jones                       | Ophée            | —                                       |
| 9     | Mika    | Lou Mai             | Lost on You - LP                                             | Claire Gautier   | Zazie                                   |
| 10    | Florent | Chloé               | Déjeuner en paix - Stephan Eicher                            | Damien Trautmann | —                                       |

#### Épisode 9
Le neuvième épisode a été diffusé le 22 avril 2017 à 21 h 0.
| Ordre | Équipe  | Gagnant(s)      | Chanson                                              | Perdant(s)         | Coach ayant repêché le candidat éliminé |
| ----- | ------- | --------------- | ---------------------------------------------------- | ------------------ | --------------------------------------- |
| 1     | Mika    | The SugaZz      | Fiche le camp Jack - Richard Anthony                 | JJ                 | —                                       |
| 2     | Zazie   | Emmy Liyana     | L'Aigle noir - Barbara                               | Dilomé             | Matt, Mika                              |
| 3     | Matt    | Karla           | Bang Bang - Jessie J, Ariana Grande et Nicki Minaj   | Lisa Mistretta     | —                                       |
| 3     | Matt    | Karla           | Bang Bang - Jessie J, Ariana Grande et Nicki Minaj   | Lily Berry         | —                                       |
| 4     | Florent | R'Nold          | This One's for You - David Guetta feat. Zara Larsson | Candice Parise     | —                                       |
| 5     | Mika    | Imane Mchangama | Come - Jain                                          | Valentin Fabien    | —                                       |
| 6     | Zazie   | Hélène Siau     | Les Filles d'aujourd'hui - Joyce Jonathan et Vianney | Manoah             | Mika                                    |
| 7     | Florent | Gianni Bee      | Goodbye My Lover - James Blunt                       | Bulle              | —                                       |
| 8     | Matt    | Andréa Durand   | N'importe quoi - Florent Pagny                       | Vincent Richardson | —                                       |
| 9     | Florent | Kap's           | When a Man Loves a Woman - Percy Sledge              | Lidia Isac         | —                                       |
| 10    | Mika    | Juliette        | La Groupie du pianiste - Michel Berger               | Samuel M           | —                                       |
| 11    | Zazie   | Audrey Joumas   | Rolling in the Deep - Adele                          | Julia Paul         | Florent                                 |

#### Épisode 10
Le dixième épisode a été diffusé le 29 avril 2017 à 21 h 0.
| Ordre | Équipe  | Gagnant(s)        | Chanson                                                 | Perdant(s)     | Coach ayant repêché le candidat éliminé |
| ----- | ------- | ----------------- | ------------------------------------------------------- | -------------- | --------------------------------------- |
| 1     | Florent | Lucie Vagenheim   | Can't Feel My Face - The Weeknd                         | Syrine         | —                                       |
| 2     | Mika    | Marvin Dupré      | Fast Car - Tracy Chapman (version Jonas Blue)           | Elise Mélinand | —                                       |
| 3     | Zazie   | Will Barber       | Thank U - Alanis Morissette                             | DeLaurentis    | —                                       |
| 4     | Matt    | Ry'm              | For me formidable - Charles Aznavour                    | Aurelle        | —                                       |
| 5     | Florent | Nathalia          | Je te pardonne - Maître Gims feat. Sia                  | Valentin Stuff | Zazie                                   |
| 6     | Zazie   | Alexandre Sookia  | Je t'aimais, je t'aime, je t'aimerai - Francis Cabrel   | Colour of Rice | —                                       |
| 6     | Zazie   | Alexandre Sookia  | Je t'aimais, je t'aime, je t'aimerai - Francis Cabrel   | Elsa Roses     | —                                       |
| 7     | Mika    | Agathe Denoirjean | We Don't Talk Anymore - Charlie Puth feat. Selena Gomez | Sofia Landgren | —                                       |
| 8     | Matt    | Vincent Vella     | Hall of Fame - The Script feat. Will.i.am               | Fonetyk & Dama | —                                       |
| 9     | Zazie   | Matthieu Baronne  | Aussi libre que moi - Calogero                          | Fabian         | —                                       |
| 10    | Florent | Marianne Aya Omac | Un homme debout - Claudio Capéo                         | Romain Regnier | —                                       |
| 11    | Matt    | Nyco Lilliu       | Hey Ya! - OutKast                                       | Kuku           | —                                       |

#### Bilan des battles
Candidats retenus après les battles, et qui participeront à l'ultime épreuve avant les shows en direct (en italique, les candidats repêchés d'une autre équipe) :
| Florent Pagny      | Mika              | Zazie                    | M. Pokora           |
| ------------------ | ----------------- | ------------------------ | ------------------- |
| Shaby              | Incantèsimu       | Nicola Cavallaro         | Lisandro Cuxi       |
| Chloé              | Vincent Vinel     | Marius                   | Sacha Puzos         |
| R'Nold             | Lou Mai           | Emmy Liyana              | Ann-Shirley Ngoussa |
| Gianni Bee         | The SugaZz        | Hélène Siau              | Karla               |
| Kap's              | Imane Mchangama   | Audrey Joumas            | Andréa Durand       |
| Lucie Vagenheim    | Juliette          | Will Barber              | Ry'm                |
| Nathalia           | Marvin Dupré      | Alexandre Sookia         | Vincent Vella       |
| Marianne Aya Omac  | Agathe Denoirjean | Matthieu Baronne         | Nyco Lilliu         |
| Julia Paul (Zazie) | Manoah (Zazie)    | Valentin Stuff (Florent) | Dilomé (Zazie)      |

### Épreuve ultime

#### Épisode 11
Le onzième épisode a été diffusé le 6 mai 2017 à 21 h 0.
| Ordre | Coach         | Candidat          | Chanson                                                     | Résultat   | Coach ayant repêché le candidat éliminé |
| ----- | ------------- | ----------------- | ----------------------------------------------------------- | ---------- | --------------------------------------- |
| 1     | Mika          | Manoah            | Down on My Knees - Ayọ                                      | Éliminée   | —                                       |
| 2     | Mika          | Marvin Dupré      | La Ballade de Jim - Alain Souchon                           | Volé       | Zazie                                   |
| 3     | Mika          | Vincent Vinel     | Don't Stop Believin' - Journey                              | Qualifié   | —                                       |
|       | Mika          |                   |                                                             |            |                                         |
| 4     | Mika          | Lou Mai           | Le Coup de soleil - Richard Cocciante                       | Éliminée   | —                                       |
| 5     | Mika          | Imane Mchangama   | Open Season - Josef Salvat                                  | Qualifiée  | —                                       |
| 6     | Mika          | Juliette          | Fallin' - Alicia Keys                                       | Éliminée   | —                                       |
|       | Mika          |                   |                                                             |            |                                         |
| 7     | Mika          | Incantèsimu       | Diego - Michel Berger                                       | Éliminés   | —                                       |
| 8     | Mika          | Agathe Denoirjean | Fais-moi mal Johnny - Boris Vian                            | Éliminée   | —                                       |
| 9     | Mika          | The SugaZz        | Smells Like Teen Spirit - Nirvana                           | Qualifiées | —                                       |
|       |               |                   |                                                             |            |                                         |
| 10    | Florent Pagny | Kap's             | Les Paradis Perdus - Christophe / Christine and the Queens  | Éliminée   | —                                       |
| 11    | Florent Pagny | R'Nold            | SOS d'un terrien en détresse (Starmania) - Daniel Balavoine | Éliminé    | —                                       |
| 12    | Florent Pagny | Shaby             | Mourir dans tes yeux - Jenifer                              | Qualifiée  | —                                       |
|       | Florent Pagny |                   |                                                             |            |                                         |
| 13    | Florent Pagny | Gianni Bee        | Creep - Radiohead                                           | Éliminé    | —                                       |
| 14    | Florent Pagny | Chloé             | Losing My Religion - R.E.M                                  | Éliminée   | —                                       |
| 15    | Florent Pagny | Lucie Vagenheim   | Je l'aime à mourir - Francis Cabrel                         | Qualifiée  | —                                       |
|       | Florent Pagny |                   |                                                             |            |                                         |
| 16    | Florent Pagny | Nathalia          | Travesti (Starmania) - Nanette Workman                      | Éliminée   | —                                       |
| 17    | Florent Pagny | Marianne Aya Omac | Nothing Compares 2 U - Sinéad O'Connor                      | Éliminée   | —                                       |
| 18    | Florent Pagny | Julia Paul        | Je m'en vais - Vianney                                      | Qualifiée  | —                                       |

#### Épisode 12
Le douzième épisode a été diffusé le 13 mai 2017 à 21 h 0.
| Ordre | Coach | Candidat            | Chanson                                                                     | Résultat  | Coach ayant repêché le candidat éliminé |
| ----- | ----- | ------------------- | --------------------------------------------------------------------------- | --------- | --------------------------------------- |
| 1     | Zazie | Emmy Liyana         | Feeling Good - Nina Simone                                                  | Qualifiée | —                                       |
| 2     | Zazie | Alexandre Sookia    | Lean On - Major Lazer, DJ Snake & MØ                                        | Éliminé   | —                                       |
| 3     | Zazie | Marius              | Être un homme comme vous - Robert & Richard Sherman (Le Livre de la jungle) | Volé      | M. Pokora                               |
|       | Zazie |                     |                                                                             |           |                                         |
| 4     | Zazie | Hélène Siau         | Roxanne - The Police                                                        | Volée     | Florent Pagny                           |
| 5     | Zazie | Valentin Stuff      | Life on Mars? - David Bowie                                                 | Éliminé   | —                                       |
| 6     | Zazie | Matthieu Baronne    | Fresh - Kool & The Gang                                                     | Qualifié  | —                                       |
|       | Zazie |                     |                                                                             |           |                                         |
| 7     | Zazie | Audrey Joumas       | J'ai la mémoire qui flanche - Jeanne Moreau                                 | Volée     | Mika                                    |
| 8     | Zazie | Nicola Cavallaro    | Quelqu'un m'a dit - Carla Bruni                                             | Qualifié  | —                                       |
| 9     | Zazie | Will Barber         | J'aime regarder les filles - Patrick Coutin                                 | Éliminé   | —                                       |
|       |       |                     |                                                                             |           |                                         |
| 10    | Matt  | Ry'm                | Stressed Out - Twenty One Pilots                                            | Éliminé   | —                                       |
| 11    | Matt  | Ann-Shirley Ngoussa | Kiss from a Rose - Seal                                                     | Qualifiée | —                                       |
| 12    | Matt  | Andréa Durand       | All That She Wants - Ace of Base                                            | Éliminée  | —                                       |
|       | Matt  |                     |                                                                             |           |                                         |
| 13    | Matt  | Karla               | J'y crois encore - Lara Fabian                                              | Éliminée  | —                                       |
| 14    | Matt  | Vincent Vella       | Le Ballet - Céline Dion                                                     | Éliminé   | —                                       |
| 15    | Matt  | Lisandro Cuxi       | Elle m'a aimé - Kendji Girac                                                | Qualifié  | —                                       |
|       | Matt  |                     |                                                                             |           |                                         |
| 16    | Matt  | Dilomé              | Human - Rag'n'Bone Man                                                      | Qualifié  | —                                       |
| 17    | Matt  | Sacha Puzos         | The Sound of Silence - Simon & Garfunkel                                    | Éliminé   | —                                       |
| 18    | Matt  | Nyco Lilliu         | Pas toi - Jean-Jacques Goldman                                              | Éliminé   | —                                       |

#### Bilan de l'épreuve ultime
Candidats retenus après l'épreuve ultime et qui vont participer aux primes en direct (en italique, les candidats repêchés d'une autre équipe) :
| Florent Pagny       | Mika                  | Zazie               | M. Pokora      |
| ------------------- | --------------------- | ------------------- | -------------- |
| Shaby               | Vincent Vinel         | Emmy Liyana         | Ann-Shirley    |
| Lucie Vagenheim     | Imane Mchangama       | Matthieu Barronne   | Lisandro Cuxi  |
| Julia Paul          | The SugaZz            | Nicola Cavallaro    | Dilomé         |
| Hélène Siau (Zazie) | Audrey Joumas (Zazie) | Marvin Dupré (Mika) | Marius (Zazie) |

### LesPrimes
| Légende | Talent sauvé par le public | Talent sauvé par son coach | Talent éliminé |

#### Épisode 13:Prime1
1Le treizième épisode a été diffusé le 20 mai 2017 à 21 h 0.
Il ne reste plus que 16 candidats en lice : 4 dans chaque équipe. Durant ce prime, un candidat de chaque équipe va quitter l'aventure.
2 candidats sont sauvés par le public, 1 est sauvé par son coach et le dernier est éliminé.
Les coachs et leurs talents débutent ce premier prime en interprétant Shape of You d'Ed Sheeran.
Durant le prime, M. Pokora a interprété la reprise du titre Alexandrie Alexandra de Claude François, tiré de son album My Way sorti dans les bacs en 2016.
| Ordre | Coach         | Candidat         | Chanson                                       | Résultat             |
| ----- | ------------- | ---------------- | --------------------------------------------- | -------------------- |
| 1     | Mika          | The SugaZz       | Papaoutai - Stromae                           | Éliminées            |
| 2     | Mika          | Imane Mchangama  | Quelque chose de Tennessee - Johnny Hallyday  | Sauvée par son coach |
| 3     | Mika          | Vincent Vinel    | Somebody to Love - Queen                      | Sauvé par le public  |
| 4     | Mika          | Audrey Joumas    | The Shoop Shoop Song - Betty Everett          | Sauvée par le public |
|       |               |                  |                                               |                      |
| 5     | Florent Pagny | Hélène Siau      | La Ceinture - Élodie Frégé                    | Sauvée par le public |
| 6     | Florent Pagny | Shaby            | This Girl - Kungs vs Cookin' on 3 Burners     | Sauvée par son coach |
| 7     | Florent Pagny | Julia Paul       | L'Encre de tes yeux - Francis Cabrel          | Éliminée             |
| 8     | Florent Pagny | Lucie Vagenheim  | Billie Jean - Michael Jackson                 | Sauvée par le public |
|       |               |                  |                                               |                      |
| 9     | Zazie         | Emmy Liana       | California Dreamin' - The Mamas and the Papas | Éliminée             |
| 10    | Zazie         | Nicola Cavallaro | Caruso - Lucio Dalla                          | Sauvé par le public  |
| 11    | Zazie         | Marvin Dupré     | Starboy - The Weeknd                          | Sauvé par le public  |
| 12    | Zazie         | Matthieu Baronne | Requiem pour un con - Serge Gainsbourg        | Sauvé par son coach  |
|       |               |                  |                                               |                      |
| 13    | M. Pokora     | Ann-Shirley      | A Sky Full of Stars - Coldplay                | Sauvée par son coach |
| 14    | M. Pokora     | Dilomé           | Savoir aimer - Florent Pagny                  | Éliminé              |
| 15    | M. Pokora     | Lisandro Cuxi    | 24K Magic - Bruno Mars                        | Sauvé par le public  |
| 16    | M. Pokora     | Marius           | Quand on n'a que l'amour - Jacques Brel       | Sauvé par le public  |

| Florent Pagny   | Mika            | Zazie            | M.Pokora      |
| --------------- | --------------- | ---------------- | ------------- |
| Hélène Siau     | Vincent Vinel   | Marvin Dupré     | Marius        |
| Lucie Vagenheim | Audrey Joumas   | Nicola Cavallaro | Lisandro Cuxi |
| Shaby           | Imane Mchangama | Matthieu Baronne | Ann-Shirley   |

#### Épisode 14:Prime2 (quarts-de-finale)
Le quatorzième épisode a été diffusé le 27 mai 2017 à 21 h 0.
Il ne reste plus que 12 candidats, 3 par équipe. Dans chaque équipe, le public en sauve un, le coach en sauve un, et le dernier candidat est éliminé. Pour ces quarts-de-finale, l'enjeu est double pour les candidats sélectionnés : ils auront un ticket pour la demi-finale mais aussi pour la tournée qui débutera le 18 juin prochain.
En exclusivité, durant le prime, Florent Pagny a interprété un extrait de son nouvel album à paraître, Le Présent d'Abord.
| Ordre | Coach         | Candidat         | Chanson                                         | Résultat             |
| ----- | ------------- | ---------------- | ----------------------------------------------- | -------------------- |
| 1     | M. Pokora     | Marius           | Wake Me Up Before You Go-Go - Wham!             | Éliminé              |
| 2     | M. Pokora     | Lisandro Cuxi    | Love on the Brain - Rihanna                     | Sauvé par le public  |
| 3     | M. Pokora     | Ann-Shirley      | Marcel - Christophe Maé                         | Sauvée par son coach |
|       |               |                  |                                                 |                      |
| 4     | Zazie         | Matthieu Baronne | With or Without You - U2                        | Sauvé par son coach  |
| 5     | Zazie         | Marvin Dupré     | Le Paradis blanc - Michel Berger                | Éliminé              |
| 6     | Zazie         | Nicola Cavallaro | Castle on the Hill - Ed Sheeran                 | Sauvé par le public  |
|       |               |                  |                                                 |                      |
| 7     | Florent Pagny | Hélène Siau      | Castle in the snow - The Avener                 | Éliminée             |
| 8     | Florent Pagny | Shaby            | I Will Always Love You - Whitney Houston        | Sauvée par le public |
| 9     | Florent Pagny | Lucie Vagenheim  | Saint Claude - Christine and the Queens         | Sauvée par son coach |
|       |               |                  |                                                 |                      |
| 10    | Mika          | Audrey Joumas    | La Plus Belle pour aller danser - Sylvie Vartan | Sauvée par le public |
| 11    | Mika          | Imane Mchangama  | Get Lucky - Daft Punk                           | Éliminée             |
| 12    | Mika          | Vincent Vinel    | Feel - Robbie Williams                          | Sauvé par son coach  |

| Florent Pagny   | Mika          | Zazie            | M.Pokora      |
| --------------- | ------------- | ---------------- | ------------- |
| Shaby           | Audrey Joumas | Nicola Cavallaro | Lisandro Cuxi |
| Lucie Vagenheim | Vincent Vinel | Matthieu Baronne | Ann-Shirley   |

#### Épisode 15:Prime3 (demi-finale)
Le quinzième épisode a été diffusé le 3 juin 2017 à 21 h 0.
Il ne reste plus que 8 candidats (2 par équipe). Dans chaque équipe, un candidat est sauvé et le second est éliminé. Le vote du public compte pour 2/3 et la note attribuée par le coach compte donc pour 1/3 du résultat final. Katy Perry est l'invitée d'honneur pour cette demi-finale
| Ordre | Coach         | Candidat         | Chanson                                        | Résultat du public /100 | Résultat des coachs /50 | Total /150 | Résultat  |
| ----- | ------------- | ---------------- | ---------------------------------------------- | ----------------------- | ----------------------- | ---------- | --------- |
| 1     | Florent Pagny | Lucie            | Halo - Beyoncé                                 | 60,8                    | 26                      | 86,8       | Qualifiée |
| 2     | Florent Pagny | Shaby            | Entrer dans la lumière - Patricia Kaas         | 39,2                    | 24                      | 63,2       | Éliminée  |
|       | Florent Pagny | Duo              | Stayin' Alive - Bee Gees                       |                         |                         |            |           |
| 3     | Zazie         | Matthieu Barrone | Don't Stop Me Now - Queen                      | 23,3                    | 24                      | 47,3       | Éliminé   |
| 4     | Zazie         | Nicola Caravallo | Marguerite - Richard Cocciante                 | 76,7                    | 26                      | 102,7      | Qualifié  |
|       | Zazie         | Duo              | Way Down We Go - Kaleo                         |                         |                         |            |           |
| 5     | M. Pokora     | Ann-Shirley      | True Colors - Cyndi Lauper                     | 20,3                    | 24                      | 44,3       | Éliminée  |
| 6     | M. Pokora     | Lisandro Cuxi    | Si seulement je pouvais lui manquer - Calogero | 79,7                    | 26                      | 105,7      | Qualifié  |
|       | M. Pokora     | Duo              | Without You - David Guetta feat. Usher         |                         |                         |            |           |
| 7     | Mika          | Audrey Joumas    | Grace Kelly - Mika                             | 45,8                    | 27                      | 72,8       | Éliminée  |
| 8     | Mika          | Vincent Vinel    | Earth Song - Michael Jackson                   | 54,2                    | 23                      | 77,2       | Qualifié  |
|       | Mika          | Duo              | Comic Strip - Serge Gainsbourg                 |                         |                         |            |           |

| Florent Pagny   | Mika          | Zazie            | M.Pokora      |
| --------------- | ------------- | ---------------- | ------------- |
| Lucie Vagenheim | Vincent Vinel | Nicola Cavallaro | Lisandro Cuxi |

#### Épisode 16:Prime4 (finale)
Le seizième épisode sera diffusé le 10 juin 2017 à 21 h. Shakira, Calogero, Nolwenn Leroy, Soprano seront les invités d'honneur de cette grande finale et chanteront en duo avec les 4 finalistes. Slimane sera également présent pour remettre le trophée au vainqueur.
Les 4 finalistes reprennent I Feel It Coming de The Weeknd, en introduction.
| Ordre | Coach         | Candidat         | Chanson                                               | En duo avec        | Résultat du public | Classement final |
| ----- | ------------- | ---------------- | ----------------------------------------------------- | ------------------ | ------------------ | ---------------- |
| 1     | Mika          | Vincent Vinel    | Take on Me - A-ha                                     |                    | 23.7%              | 3e               |
| 8     | Mika          | Vincent Vinel    | Je joue de la musique - Calogero                      | Calogero           | 23.7%              | 3e               |
| 10    | Mika          | Vincent Vinel    | Yesterday - The Beatles                               | Mika               | 23.7%              | 3e               |
| 2     | Zazie         | Nicola Cavallaro | Your Song - Elton John                                |                    | 17.9%              | 4e               |
| 5     | Zazie         | Nicola Cavallaro | As - George Michael & Mary J. Blige                   | Nolwenn Leroy      | 17.9%              | 4e               |
| 12    | Zazie         | Nicola Cavallaro | Time After Time - Cyndi Lauper                        | Zazie              | 17.9%              | 4e               |
| 3     | Florent Pagny | Lucie            | New York, New York - Frank Sinatra                    |                    | 26.0%              | 2e               |
| 7     | Florent Pagny | Lucie            | Comme moi - Shakira feat. Black M                     | Shakira et Black M | 26.0%              | 2e               |
| 9     | Florent Pagny | Lucie            | J'oublierai ton nom - Johnny Hallyday                 | Florent Pagny      | 26.0%              | 2e               |
| 4     | M. Pokora     | Lisandro Cuxi    | L'Envie d'aimer (Les Dix Commandements) - Daniel Lévi |                    | 32.4%              | 1er              |
| 6     | M. Pokora     | Lisandro Cuxi    | Mon Everest - Soprano feat. Marina Kaye               | Soprano            | 32.4%              | 1er              |
| 11    | M. Pokora     | Lisandro Cuxi    | Cry Me a River - Justin Timberlake                    | M. Pokora          | 32.4%              | 1er              |

## The Voice, la suite
Magazine diffusé tous les samedis vers 23h25 sur TF1 en seconde partie de soirée après The Voice.
Le présentateur Nikos Aliagas emmène les téléspectateurs dans les coulisses de The Voice, au travers de reportages et d'interviews exclusives des coaches et des talents: débrief live du prime, réactions à chaud, bêtisier, images exclusives des coachs et toujours JB Goupil qui se faufile. Sans oublier la prestation d'un ancien talent ou d'un coach, sur la scène de The Voice.
Parmi les sujets récurrents : le bêtisier de l'émission Voice / Pas Voice, Coachs & Cie dans lequel on découvre les coachs côté coulisses, On refait le prime: une présentation des talents qui utilise les codes des matchs de football, Goupil se faufile présenté par JB Goupil, le reporter trublion des coulisses de The Voice qui cette année évolue avec une petite caméra, et le Voice News qui donne des nouvelles des candidats toutes saisons confondues.
En plateau, les quatre coaches reviennent sur les prestations des candidats dans Le Debrief. Portrait de la semaine retrace enfin le parcours artistique d'un ancien candidat ou d'un coach invité à chanter son titre sur la scène de The Voice.
Samedi 18 février : Slimane, gagnant de la saison 5 de The Voice, vient chanter La Famille ça va bien.
Samedi 25 février : Jenifer, coach The Voice Kids, vient chanter Aujourd'hui.
Samedi 4 mars : M. Pokora, coach de The Voice et de The Voice Kids vient chanter un mix de Comme d'habitude et de My Way.
Samedi 11 mars : les Fréro Delavega, anciens participants de The Voice Saison 3 viennent chanter Le Cœur Éléphant.
Samedi 18 mars : Luc Arbogast, ancien participant de The Voice Saison 2 vient chanter Ô Fortuna.
Samedi 1er avril : la troupe Saturday Night Fever composée de Stéphan Rizon (The Voice Saison 1), Flo Malley (The Voice Saison 1), Gwendal Marimoutou (The Voice Saison 3) et Fauve Hautot.
Samedi 8 avril : Arcadian, anciens participants de The Voice Saison 5 viennent chanter Ton combat.
Samedi 15 avril : Amir, finaliste de The Voice Saison 3 vient chanter On dirait.
Samedi 22 avril : Jane Constance, gagnante de la saison 2 de The Voice Kids (France), vient chanter l'adaptation française de Ben de Michael Jackson.
Samedi 29 avril : Clément Verzi, finaliste de The Voice Saison 5 vient interpréter un de ses nouveaux titres.
Samedi 6 mai : Claudio Capéo, participant de The Voice Saison 5 vient interpréter son nouveau titre Riche.
Samedi 13 mai : Hiba Tawaji, demi-finaliste de The Voice Saison 4 vient interpréter Vivre et Belle issues de la comédie musicale Notre-Dame de Paris version 2016/2017.

## Audiences

### The Voice
| Type                  | Jour et horaire de diffusion         | Audience moyenne          | Audience moyenne | Audience Replay | Classement des audiences de la soirée | Références |
| Type                  | Jour et horaire de diffusion         | Nombre de téléspectateurs | PDM              |                 | Classement des audiences de la soirée | Références |
| --------------------- | ------------------------------------ | ------------------------- | ---------------- | --------------- | ------------------------------------- | ---------- |
| Auditions à l'aveugle | Samedi 18 février 2017 (20h55–23h30) | 6 816 000                 | 33,8 %           |                 | 1er                                   | [ 14 ]     |
| Auditions à l'aveugle | Samedi 25 février 2017 (20h55–23h30) | 7 049 000                 | 32,8 %           |                 | 1er                                   | [ 15 ]     |
| Auditions à l'aveugle | Samedi 4 mars 2017 (20h55–23h30)     | 7 278 000                 | 34,2 %           |                 | 1er                                   | [ 16 ]     |
| Auditions à l'aveugle | Samedi 11 mars 2017 (20h55–23h30)    | 6 910 000                 | 33,9 %           |                 | 1er                                   |            |
| Auditions à l'aveugle | Samedi 18 mars 2017 (20h55–23h30)    | 6 703 000                 | 32,4 %           |                 | 1er                                   | [ 17 ]     |
| Auditions à l'aveugle | Samedi 1er avril 2017 (20h55-23h30)  | 6 334 000                 | 29,6 %           |                 | 1er                                   | [ 18 ]     |
| Auditions à l'aveugle | Samedi 8 avril 2017 (20h55-23h30)    | 6 076 000                 | 31,1 %           |                 | 1er                                   | [ 19 ]     |
| Battles               | Samedi 15 avril 2017 (20h55-23h30)   | 5 520 000                 | 30 %             |                 | 1er                                   | [ 20 ]     |
| Battles               | Samedi 22 avril 2017 (20h55-23h30)   | 5 650 000                 | 27,6 %           |                 | 1er                                   | [ 21 ]     |
| Battles               | Samedi 29 avril 2017 (20h55-23h30)   | 5 200 000                 | 28,6 %           |                 | 1er                                   |            |
| Epreuves Ultimes      | Samedi 6 mai 2017 (20h55-23h30)      | 5 525 000                 | 25,5 %           |                 | 1er                                   |            |
| Epreuves Ultimes      | Samedi 13 mai 2017 (20h55-23h30)     | 4 260 000                 | 20,4 %           | 700 000         | 2e                                    | [ 22 ]     |
| Directs               | Samedi 20 mai 2017 (20h55-23h30)     | 4 318 000                 | 23,8 %           |                 | 1er                                   |            |
| Directs               | Samedi 27 mai 2017 (20h55-23h30)     | 4 055 000                 | 22,3 %           |                 | 1er                                   |            |
| Directs               | Samedi 3 juin 2017 (20h55-23h30)     | 4 513 000                 | 22,7 %           |                 | 1er                                   | [ 23 ]     |
| Directs               | Samedi 10 juin 2017 (20h55-23h30)    | 4 924 000                 | 28,8 %           |                 | 1er                                   | [ 24 ]     |

Légende :
- Plus hauts chiffres d'audience
- Plus bas chiffres d'audience

| Légende : Saison 6 |

### The Voice, la suite
| Jour et horaire de diffusion           | Audience moyenne          | Audience moyenne | Classement des audiences | Références |
| Jour et horaire de diffusion           | Nombre de téléspectateurs | PDM              | Classement des audiences | Références |
| -------------------------------------- | ------------------------- | ---------------- | ------------------------ | ---------- |
| Samedi 18 février 2017 (23:25 - 00:25) | 2 410 000                 | 23,5 %           | 1er                      | [ 25 ]     |
| Samedi 25 février 2017 (23:25 - 00:25) | 2 200 000                 | 20,2 %           | 1er (2e en PDM)          | [ 26 ]     |
| Samedi 4 mars 2017 (23:15 - 00:10)     | 2 540 000                 | 21,6 %           | 1er                      | [ 27 ]     |
| Samedi 11 mars 2017 (23:25 - 00:15)    | 2 203 000                 | 20,7 %           | 1er (2e en PDM)          |            |
| Samedi 21 mai 2017 (23: 25 - 00: 30)   | 1 902 000                 | 22,6 %           | 1er                      |            |